# (35302) 1996 XD6
1996 XD6 (asteroide 35302) é um asteroide da cintura principal. Possui uma excentricidade de 0.10106150 e uma inclinação de 17.71105º.
Este asteroide foi descoberto no dia 7 de dezembro de 1996 por Takao Kobayashi em Oizumi.